# Corinnomma albobarbatum
Corinnomma albobarbatum är en spindelart som beskrevs av Simon 1897. Corinnomma albobarbatum ingår i släktet Corinnomma och familjen flinkspindlar. Inga underarter finns listade i Catalogue of Life.